# Panský rybník (Bystré)
Panský rybník je rybník o rozloze vodní plochy 1,35 ha vybudovaný ke konci 16. století. Rybník se nalézá pod zámkem Bystré. Pod hrází rybníka se nalézaly budovy Bysterského pivovaru.
Rybník je využíván pro chov ryb.

## Galerie

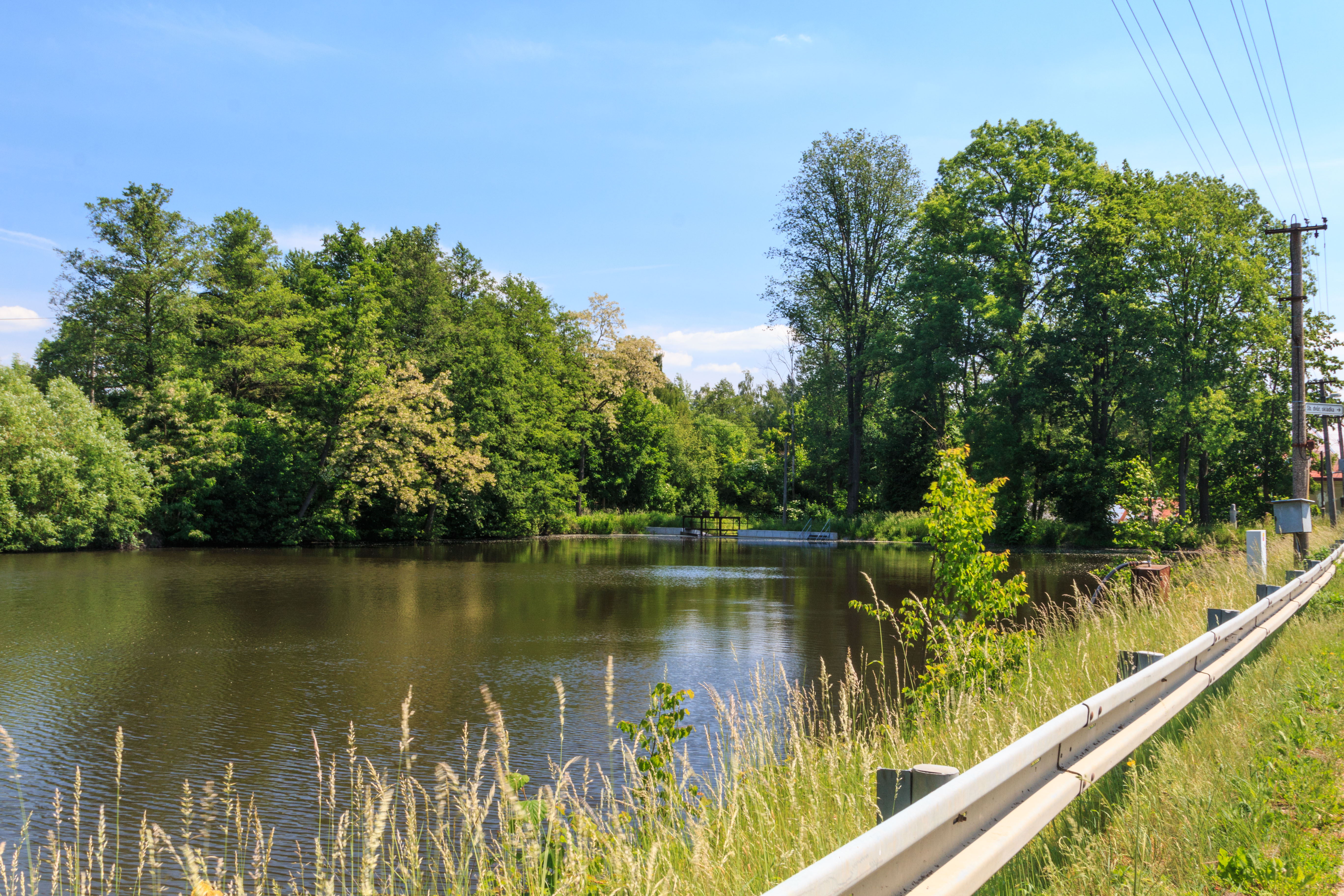
pohled na Panský rybník pod zámkem Bystré
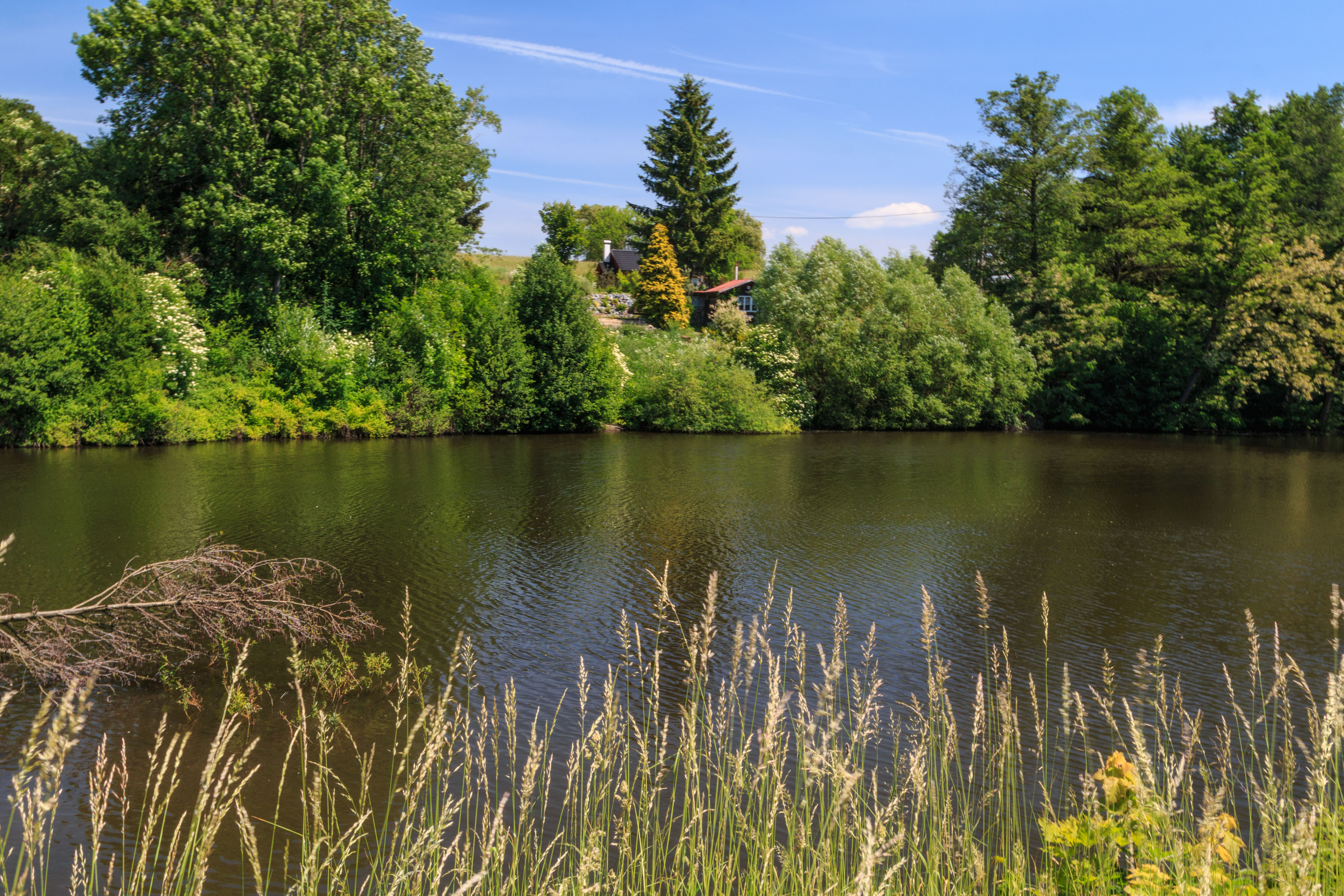
pohled na Panský rybník pod zámkem Bystré
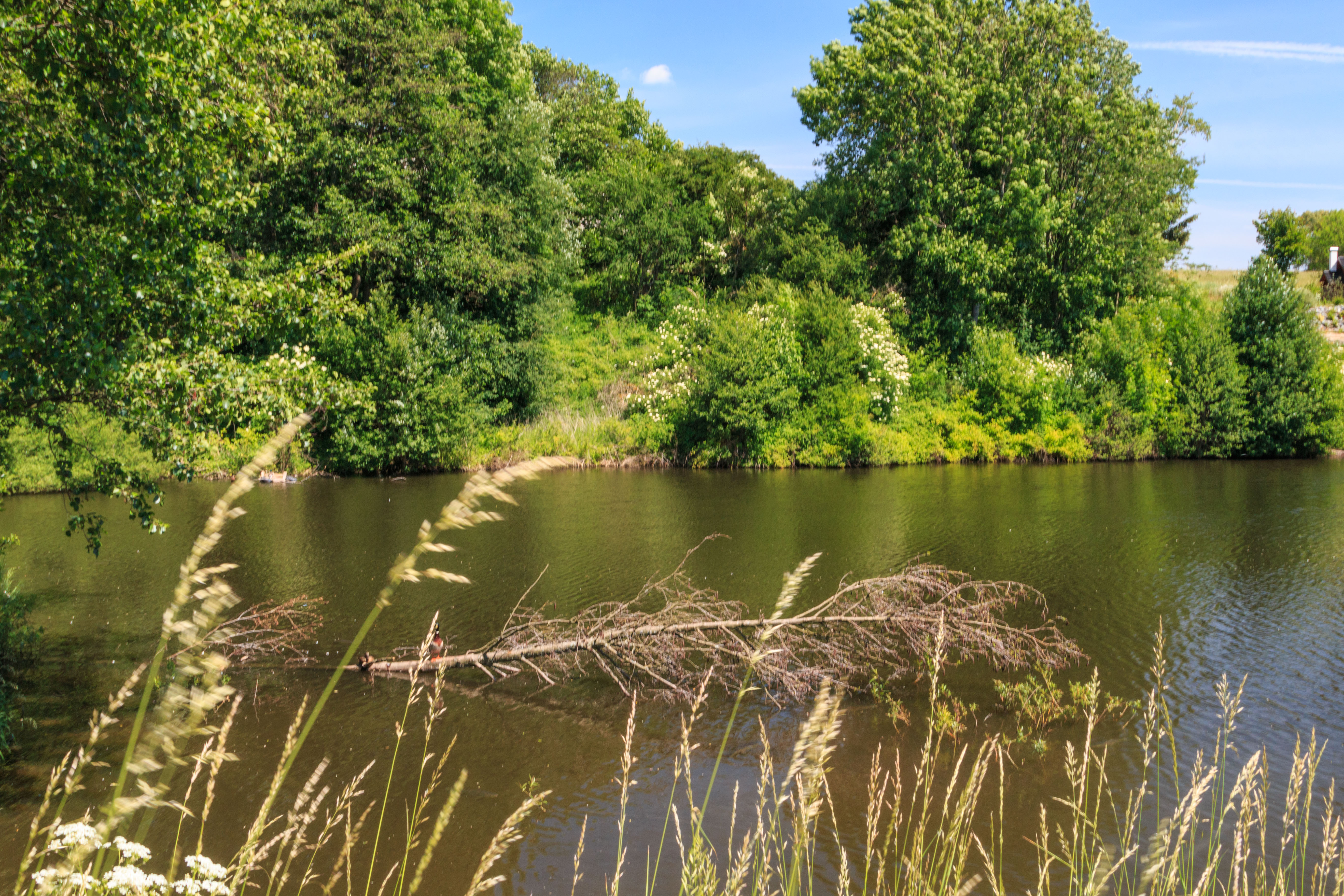
pohled na Panský rybník pod zámkem Bystré